# Communauté Territoriale Sud-Luberon
Die Communauté Territoriale Sud-Luberon (inoffiziell auch: Communauté Territoriale sud Luberon) ist ein französischer Gemeindeverband mit der Rechtsform einer Communauté de communes im Département Vaucluse in der Region Provence-Alpes-Côte d’Azur. Sie wurde am 29. September 2000 gegründet und umfasst aktuell 16 Gemeinden. Der Verwaltungssitz befindet sich im Ort La Tour-d’Aigues.

## Historische Entwicklung
Im Januar 2013 änderte der Gemeindeverband seinen bisherigen Namen Communauté de communes Territoriale Sud-Luberon auf den aktuellen Namen.
Mit Wirkung vom 1. Januar 2017 traten die Gemeinden Cadenet und Cucuron von der aufgelösten Communauté de communes des Portes du Luberon dem hiesigen Verband bei.

## Mitgliedsgemeinden
| Gemeinde                            | Einwohner 1. Januar 2022 | Fläche km² | Dichte Einw./km² | Code INSEE | Postleitzahl |
| ----------------------------------- | ------------------------ | ---------- | ---------------- | ---------- | ------------ |
| Ansouis                             | 1.066                    | 17,63      | 60               | 84002      | 84240        |
| Beaumont-de-Pertuis                 | 1.102                    | 56,07      | 20               | 84014      | 84120        |
| Cabrières-d’Aigues                  | 947                      | 18,96      | 50               | 84024      | 84240        |
| Cadenet                             | 4.327                    | 25,08      | 173              | 84026      | 84160        |
| Cucuron                             | 1.849                    | 32,68      | 57               | 84042      | 84160        |
| Grambois                            | 1.204                    | 31,20      | 39               | 84052      | 84240        |
| La Bastide-des-Jourdans             | 1.723                    | 27,74      | 62               | 84009      | 84240        |
| La Bastidonne                       | 914                      | 5,90       | 155              | 84010      | 84120        |
| La Motte-d’Aigues                   | 1.418                    | 14,63      | 97               | 84084      | 84240        |
| La Tour-d’Aigues                    | 4.375                    | 41,30      | 106              | 84133      | 84240        |
| Mirabeau                            | 1.434                    | 31,66      | 45               | 84076      | 84120        |
| Peypin-d’Aigues                     | 663                      | 17,36      | 38               | 84090      | 84240        |
| Saint-Martin-de-la-Brasque          | 811                      | 5,64       | 144              | 84113      | 84760        |
| Sannes                              | 292                      | 4,60       | 63               | 84121      | 84240        |
| Villelaure                          | 3.395                    | 18,25      | 186              | 84147      | 84530        |
| Vitrolles-en-Lubéron                | 199                      | 16,15      | 12               | 84151      | 84240        |
| Communauté Territoriale Sud-Luberon | 25.719                   | 364,85     | 70               | –          | –            |